# Bloglines
Bloglines é um agregador web de notícias, weblogs e outros tipos de feeds. Mark Fletcher fundou o site em 2003 e vendeu-o em Fevereiro de 2005 para o Ask Jeeves.
Bloglines oferece algumas das informações mais rápida e mais precisa na web, que permite aos usuários: web design webuild Subscreva, criar, gerenciar e compartilhar feeds de notícias, blogs e fornece abundante informação para o cliente na web.
Não há absolutamente nenhum software para baixar nem instalar e é inteiramente gratuito, o indivíduo utilizar este site pode ter seus blogs ou mensagens e permitir que ele seja utilizado em qualquer dispositivo eletrônico. Estas mensagens ou blogs pode ser personalizado organizado em uma série de maneiras de sua preferência. 